# Rhododendron callimorphum
Rhododendron callimorphum är en ljungväxtart som beskrevs av Isaac Bayley Balfour och W.W. Sm. Rhododendron callimorphum ingår i släktet rododendron, och familjen ljungväxter. Utöver nominatformen finns också underarten R. c. myiagrum.

## Bildgalleri

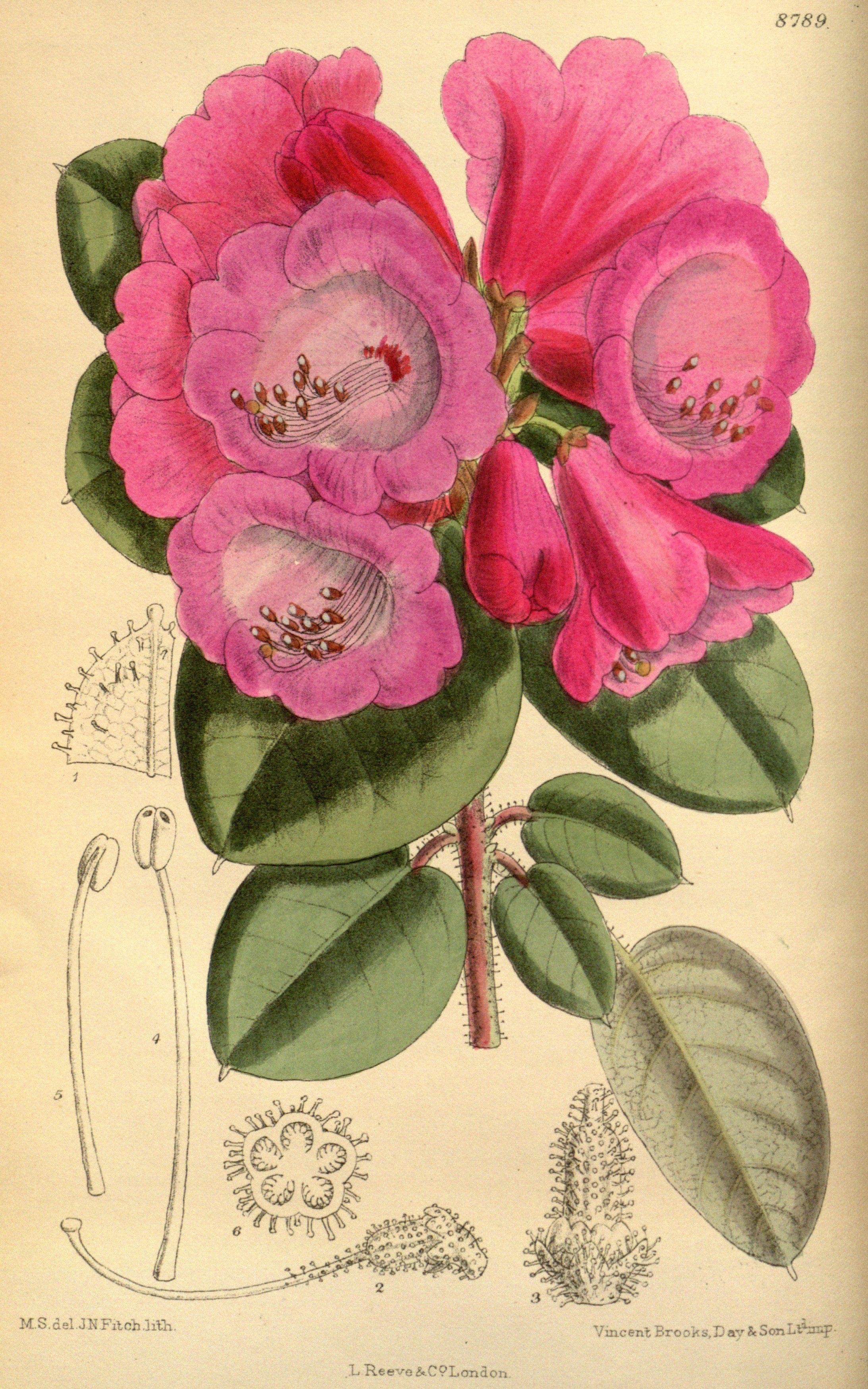